# Francesco Degli Espinosa
Francesco Degli Espinosa (* 19. Dezember 1933 in Rom; † Juni 2006 ebenda) war ein italienischer Filmschaffender.

## Leben
Degli Espinosa war bereits im Alter von zwanzig Jahren Regieassistent bei Michelangelo Antonioni, später, bis 1955, bei Valerio Zurlini und Franco Maselli. Nachdem er im darauf folgenden Jahrzehnt in dieser Funktion noch zwei Mal tätig gewesen war, wirkte er erst wieder ab den 1970er Jahren für Kinofilme. Den Giallo Giochi erotichi du una famiglia perbene z. B. inszenierte er 1975 selbst; für einen erotischen Kriminalfilm im Folgejahr schrieb er das Buch. 1983 schließlich wird er als Organisator für einen kleinen Film von Vincenzo Matassi gelistet.
Manche Quellen behaupten eine Identität mit Matassi, die Roberto Poppi in seinem Standardwerk über Regisseure des italienischen Filmes ebenso wie Luca Rea in „I colori nel buio“ verneint.

## Filmografie (Auswahl)
- 1968: Django – sein letzter Gruß (La vendetta è il mio perdono) (Drehbuch)
- 1973: C’era una volta questo pazzo pazzo west (Drehbuch)
- 1975: Giochi erotichi du una famiglia perbene (Regie)